# Friedrich Adler (Ingenieur)
Friedrich Adler (* 30. Juli 1916 in Duisburg; † 28. Juni 1996 in Essen) war ein deutscher Ingenieur. Seit 1964 war er ordentlicher Professor für Bergbaukunde an der Technischen Universität Berlin.
Adler wurde 1916 in Duisburg-Rheinhausen geboren. Er wurde 1957 an der TU Berlin mit der Dissertation zum Thema Untersuchungen über den Zeitaufwand der Teilarbeitsvorgänge bei der Gewinnung und Förderung in mechanisierten Streben der flachen Lagerung des Ruhrbergbaus zum Dr.-Ing. promoviert. Er wirkte als Professor für Bergbaukunde und Direktor der Bergwerksgesellschaft Walsum AG.